# Henrik Wallgren (författare)
Henrik Wallgren, född 1965, är en svensk författare, kompositör, sångare och äventyrare.

## Biografi
Wallgren var under 1990-talet frontman och sångare i Organic Revolution Orchestra och var även ett tag sångare i Den fule. Wallgren har samarbetat med Stefan Sporsén och bland annat skrivit musiken till skräckoperan Frankenstein på Göteborgs Stadsteater med premiär 1999 och till musikalen Pearl Harbor för Riksteatern med premiär 2001. 
Den 27 juli 2000 var Wallgren värd för Sommar i P1.
Wallgren var krönikör i GP:s lördagsmagasin mellan 2006 och 2014. Krönikorna kom så småningom ut i bokform med titeln De blöta apornas armé. 
Wallgren är upphovsmannen till projektet The Windwagon där han tillsammans med fem medresenärer seglade på en rullande träkärra genom Nevadaöknen. Resultatet av äventyret blev så småningom en fotobok och en dokumentär i SVT.
Han debuterade som författare 2013 med romanen ”Mannen under bron”. Enligt författaren är det ”en bok full av brutal uppriktighet och mörk humor. En bruksanvisning i de fria konsterna. Ett hedonistiskt manifest. En psykonautisk bekännelse och en halvtokig mystikers dyrköpta erfarenheter.”
Under Covid-19-pandemin bildade Wallgren tillsammans med Stefan Sporsén och Per Umaerus jazztrion Viruspojkarna som sjöng om pandemin och främst la ut sina musikvideor på nätet, men även turnerade på Västkusten.